# Panayiotis Vasilopoulos
Panagiotis Vasilopoulos, en Griego:Παναγιώτης Βασιλόπουλος,  es un jugador profesional de baloncesto nacido en Maroussi, Atenas (Grecia) el 8 de febrero de 1984. Actualmente juega en el Peristeri BC Es internacional con la selección de Grecia. Mide 2'05 metros y juega habitualmente de alero y ala-pívot.

## Trayectoria deportiva

### Profesional
Vasilopoulos empezó su carrera como jugador profesional en el PAOK, de la liga griega. Allí jugó durante cinco temporadas, hasta que fue traspasado al Olimpiakos con un contrato de dos años. En 2013 ficha por el CB Valladolid.
Vasilopoulos llegó al Olimpiakos con el objetivo de formar un equipo más competente de cara a alcanzar títulos. En el año 2008 renovó su contrato por cuatro años con un salario de 6 millones de euros.

### Selección nacional de Grecia
Vasilopoulos jugó en numerosas ocasiones con las selecciones inferiores de Grecia: en el campeonato europeo sub-20, en el 2004; en el campeonato del mundo sub-21, en el 2005; en el campeonato europeo sub-18, en el 2002, y en el campeonato mundial sub-19, en el 2003.
Panagiotis formó parte de la selección absoluta de Grecia que ganó el Eurobasket en el año 2005 y que consiguió la medalla de plata en el mundial del 2006. También ha jugado en el Eurobasket del 2007 y en los Juegos Olímpicos del 2008.